# STS-93
STS-93 (Space Transportation System-93) var rumfærgen Columbias 26. rumfærgemission og den 95. gang en rumfærge blev opsendt. Det var den 21. gang en rumfærge blev opsendt om natten. Kaptajn under missionen var Eileen Collins, der derved blev den første kvindelige kaptajn på en rumfærge. Opsendelsen var planlagt til den 20. juli 1999, men problemer under nedtællingen udskød opsendelsen til tre dage senere den 23. juli 1999.
Ved opsendelsen den 23. juli 1999 indtraf en række alvorlige tekniske svigt og fejl, der kunne have medført en katastrofe. Columbia kom dog i kredsløb uden skade på besætning eller last.
Det primære formål med opsendelsen var at bringe rumobservatoriet Chandra X-ray Observatory i kredsløb, hvilket lykkedes.
Columbia landede igen den 28. Juli 1999 ved Kennedy Space Center. Det var den tolvte natlige landing i rumfærgeprogrammets historie. Fem af de natlige landinger havde fundet sted på Edwards Air Force Base i Californien, de øvrige på KSC.

## Mandskab
| Astronaut            | Funktion                   |
| -------------------- | -------------------------- |
| Eileen M. Collins    | Kaptajn Tredje mission     |
| Jeffrey S. Ashby     | Pilot Første mission       |
| Michel Tognini       | Specialist 1 Anden mission |
| Steven A. Hawley     | Specialist 2 Femte mission |
| Catherine G. Coleman | Specialist 3 Anden mission |

## Problemer ved opsendelsen
STS-93 skulle oprindeligt have været opsendt den 20. juli 1999, men under nedtællingen blev opsendelsen afbrudt blot 7 sekunder inden start af operatøren, der overvågede koncentrationen af hydrogen. Afbrydelsen skyldtes, at et instrument fejlagtigt viste unormalt høje koncentrationer af hydrogen i de sidste sekunder af nedtællingen.
En ny opsendelse blev herefter planlagt til tre dage senere den 23. juli.
Ved opsendelsen den 23. juli rev en mindre metalgenstand sig løs fra Columbias hovedmotor ved start af motorerne. Metalstumpen blev udstødt gennem motorens dysse, hvor metallet ramte dyssens overflade og rev hul på tre mindre kølerør med flydende hydrogen. Denne utilsigtede hændelse og maskinens automatiske reaktion på det konstaterede læk af hydrogen blev ikke registreret som en del af kriterierne for opsendelse og nedtællingen fortsatte uanfægtet. Motor og løfteraketter startede herefter og opsendelsen blev påbegyndt.
Ca. fem sekunder efter lift-off blev den centrale motors primære digitale styringsenhed (DCU-A). og den højre motors digitale back-up styringsenhed (DCU-B) lukket ned på grund af en kortslutning. De to motorer fortsatte dog i drift med de øvrige styringsenheder, indtil kredsløb blev nået. De ekstra styringsenheder i hver motors kontrolenhed reddede missionen fra en potentiel katastrofe, da en standsning af to af rumfærgens tre motorer så tidligt under opsendelsen ville have resulteret i en meget risikabel afbrydelse af missionen uden nogen sikkerhed for succes. Kortslutningen skyldtes dårlig udført kabling, der havde vredet sig mod et skruehoved. Problemet med kablingen førte til, at der efterfølgende blev gennemført et check på alle rumfærgerne.
På grund af lækken i hydrogen-røret i højre motor, konstaterede motorens sensor formindsket kraft, da hydrogenen ikke blev brændt af i motoren. For at kompensere for den manglende kraft, forhøjede kontrolsystemet mængden af oxygen i forbrændingen. Den manglende hydrogen og den forhøjede mængde oxygen resulterede i, at højre motors forbrænding skete med et forhold mellem oxygen/hydrogen på 8:1 frem for det normale 6,03:1. Dette resulterede i, at motoren brændte mere oxygen af, hvorfor alle tre motorer standsede tidligere end planlagt ved slutningen af opstigningen. Det uventede standsning af motorerne betød, at Columbias hastighed ved lukningen af motorerne var 4,6 m/s langsommere end planlagt. Columbia nåede dog sit planlagte kredsløb og gennemførte missionen som planlagt. Den utilsigtede hændelse medførte ændringer i procedurerne for vedligeholdelse af rumfærgerne.

## Missionens formål
Det primære formål med STS-93 missionen var opsendelsen af rumobservatoriet Chandra X-ray Observatory (oprindelig kaldet Advanced X-ray Astrophysics Facility) samt Chandras raketsystem, der skulle bringe Chandra ud i et fjernere kredsløb. Ved opsendelsen var Chandra det mest avancerede røntgenobservatorium, der nogensinde var bygget. Det var designet til at observere røntgenstråling fra høj-energi områder i Universet, såsom supernovarester.
Udover rumobservatoriet Chandra medbragte STS-93 en række instrumenter til gennemførelse af forskellige eksperimenter. De udførte eksperimenter var: Midcourse Space Experiment (MSX), Shuttle Ionospheric Modification with Pulsed Local Exhaust (SIMPLEX), Southwest Ultraviolet Imaging System (SWUIS), eksperimentet Gelation of Sols: Applied Microgravity Research (GOSAMR), Space Tissue Loss – B (STL-B) eksperimentet, Light mass Flexible Solar Array Hinge (LFSAH) eksperiment, Cell Culture Module (CCM), Shuttle Amateur Radio Experiment – II (SAREX – II), EarthKAM, Plant Growth Investigations in Microgravity (PGIM), Commercial Generic Bioprocessing Apparatus (CGBA), Micro-Electrical Mechanical System (MEMS), og eksperimentet Biological Research in Canisters (BRIC).

## Eksterne links
- Wikimedia Commons har flere filer relateret til STS-93
- NASA PAO side om STS-93 Arkiveret 14. maj 2011 hos  Wayback Machine
- STS-93 Missionens operative leder om opsendelsen
- Lydfil fra opsendelsen
- STS-93 ArkiverArkiveret 5. august 2011 hos  Wayback Machine på NASA.gov
- STS-93 Video Highlights Arkiveret 15. juli 2014 hos  Wayback Machine